# Litle Dyrøyna
Litle Dyrøyna, est une île dans le landskap Sunnhordland du comté de Vestland. Elle appartient administrativement à Masfjorden.

## Géographie
Rocheuse et couverte d'une légère végétation, située au sud de Dyrøyna, elle s'étend sur environ 156 m de longueur pour une largeur approximative maximale de 86 m. 